# Corjeuți
Corjeuți – gmina i miejscowość w Mołdawii, w rejonie Bryczany. Według spisu powszechnego ludności z 2004 roku miejscowość zamieszkiwało 7570 osób.

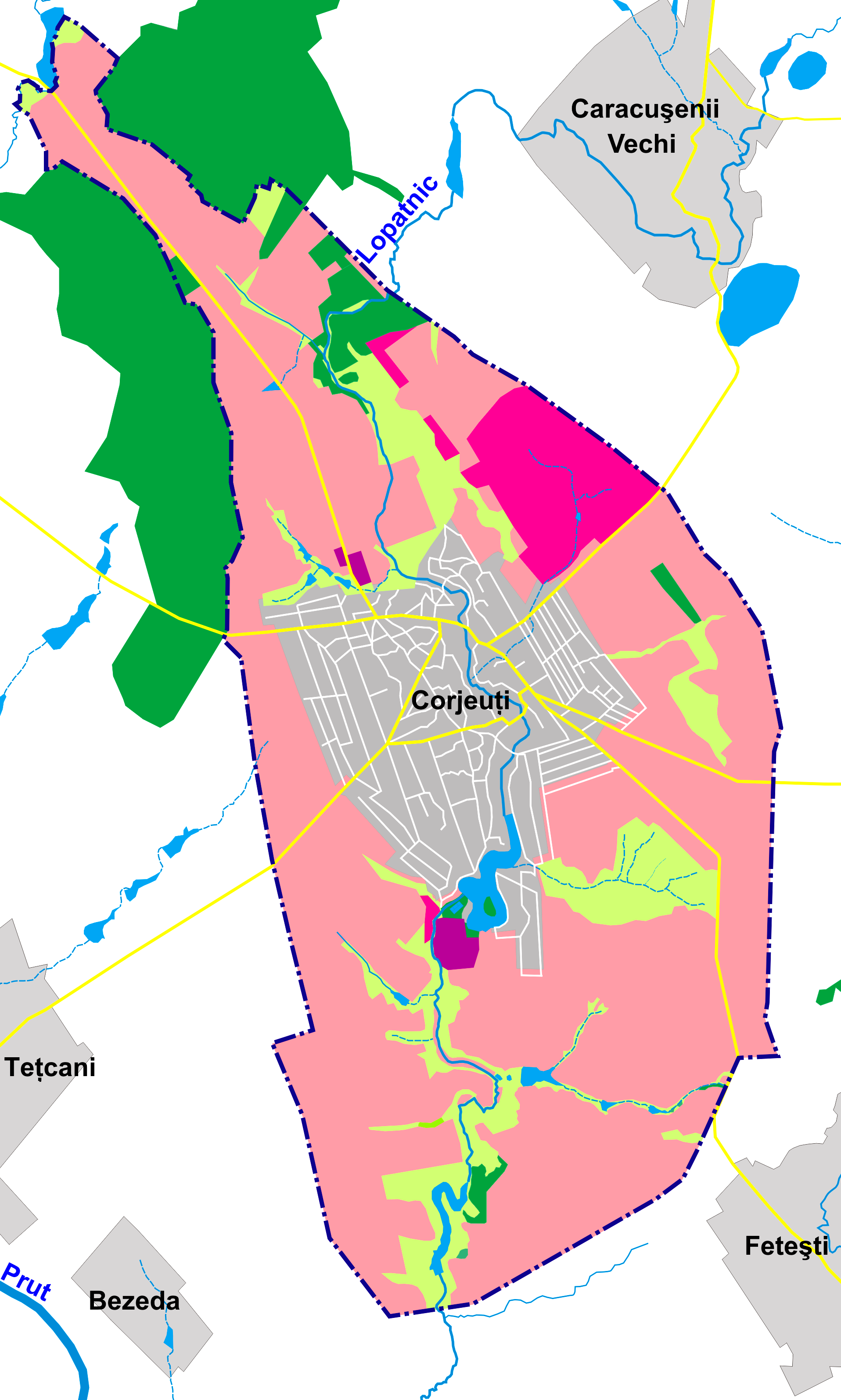
Mapa gminy Corjeuţi